# Koukkarinsaari
Koukkarinsaari är en ö i Finland. Den ligger i sjön Vermasjärvi och i kommunen Virdois i den ekonomiska regionen  Övre Birkalands ekonomiska region  och landskapet Birkaland, i den sydvästra delen av landet, 240 km norr om huvudstaden Helsingfors. Öns area är 2,2 hektar och dess största längd är 220 meter i nord-sydlig riktning.